# انبه (گیاه)
انبه (نام علمی: Mangifera indica) نام یک گونه از سرده انبه‌ها است. این درخت بومی شبه قارهٔ هند است. صدها رقم از ارقام پرورشی آن نیز به دیگر مناطق گرم جهان معرفی شده‌اند. این درخت میوه، درخت بزرگی است که می‌تواند به ارتفاع و عرض تاج در حدود ۳۰ متر و دور تنهٔ بیشتر از ۳٫۷ متر رشد کند.
این گونه برای نخستین بار توسط لینه در سال ۱۷۵۳ مورد ارزیابی قرار گرفت و نام‌گذاری شد. انبه میوهٔ ملی هند، پاکستان و فیلیپین و درخت ملی بنگلادش است. این درخت سبز و زیبا در دو استان هرمزگان و سیستان و بلوچستان نیز پرورش می‌یابد.

## توضیحات

### درخت
یک درخت سبز بزرگ که بیشتر برای میوه‌هایش چه سبز و چه رسیده ارزشمند است. تقریباً ۲۱۰ رقم انبه گزارش شده‌است. این درخت می‌تواند بین ۱۵ تا ۳۰ متر رشد کند. درخت در لوم شنی با زهکشی خوب، بهترین رشد خود را دارد و در خاک‌های سنگین و خیس رشد خوبی ندارد. پی‌اچ بهینهٔ خاک برای رشد مناسب این درخت باید بین ۵٫۲ تا ۷٫۵ باشد.

### گل
گل‌ها در پایان زمستان و آغاز بهار پدید می‌آیند. هر دو گل نر و ماده روی یک درخت به وجود می‌آیند. شرایط آب و هوایی تأثیر بسزایی در زمان گلدهی انبه دارد.

### میوه
انبه میوه‌ای نامنظم، تخم مرغی شکل و گوشتی است. انبه‌ها معمولاً بین ۸ تا ۱۲ سانتی‌متر درازا و رنگ زردی مایل به سبز دارند. میوه‌ها می‌توانند گرد، بیضی، قلبی یا کلیه‌ای شکل باشند. میوه‌های انبه هنگام نارسی سبز هستند. گوشت داخلی به رنگ نارنجی روشن و نرم است و یک گودال مسطح بزرگ در وسط آن قرار دارد. از انبه خام می‌توان در تهیهٔ ترشی استفاده کرد. انبهٔ رسیده میوهٔ محبوب در سراسر جهان است. پوست و پالپ ۸۵٪ و دانه ۱۵٪ از جرم انبه را تشکیل می دهند. 

## چوب
این درخت بیشتر به خاطر میوه‌اش شناخته می‌شود تا چوب آن، اما با وجود این درخت‌های انبه را زمانی تبدیل که طول عمر آن‌ها به پایان رسیده باشد می‌توان به الوار تبدیل کرد. چوب این درخت در معرض آسیب قارچ و حشرات است. از این چوب برای ساخت آلات موسیقی مانند یوکللی، تختهٔ سه‌لایی و مبلمان کم هزینه استفاده می‌شود. همچنین از این چوب مواد فنولی تولید می‌شود که می‌تواند سبب درماتیت تماسی شود.